# Bogie compartido

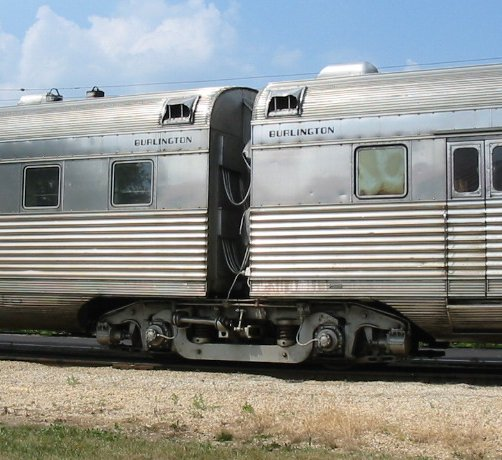
Detalle de un bogie compartido en una unidad preservada del Nebraska Zephyr

El bogie compartido o bogie Jakobs (toma el nombre de su desarrollador, el ingeniero ferroviario Wilhelm Jakobs (1858-1942), quien solicitó su patente el 8 de agosto de 1901) es un tipo de bogie para material rodante ferroviario, comúnmente utilizado en coches automotrices articulados y tranvías. Se caracteriza por que en lugar de colocarse debajo de cada unidad, los bogies Jacobs se colocan entre dos coches o secciones. Cada coche apoya su extremo en una mitad del bogie Jakobs.

## Utilización
Los vehículos que utilizan los bogies Jacobs son, por ejemplo, los trenes TGV y Eurostar, la serie de unidades múltiples Talent, los vehículos para la S-Bahn LINT41 y la Clase 423. Una desventaja de los vehículos con bogies Jacobs es que están acoplados en forma semi-permanente y solo pueden ser separados en los talleres.

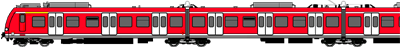
Bogies Jacobs en una unidad múltiple Clase 423 S-Bahn de la DB

En Estados Unidos, algunas configuraciones han sido usadas a lo largo del siglo XX con algo de éxito en los primeros trenes rápidos de pasajeros, como el Pioneer Zephyr del Chicago, Burlington and Quincy Railroad y el M-10000 del Union Pacific Railroad.
Trenes de carga intermodales, como el Pacer Stacktrain, usan vagones playos porta-contenedores en grupos de tres a cinco, conectados con bogies Jacobs.
En Australia, los bogies Jacobs fueron usados por primera vez en 1987 en el Tranvía clase B Melbourne, en dos tranvías convertidos desde trenes sub-urbanos.

## Locomotoras
Algunas locomotoras de dos secciones y triple bogie como la NZR clase EW tienen un cuerpo articulado soportado en el bogie central. Otras locomotoras del tipo Bo-Bo-Bo tienen una carrocería amplia, con espacio para permitir movimiento lateral al bogie central.

## Ventajas
- Implican una mayor seguridad, porque los trenes son menos propensos a colapsar como un acordeón después de descarrilarse. Un tren Eurostar, equipado con bogies compartidos, descarriló a una velocidad cercana a los 300 km/h sin que se produjeran pérdidas de vidas o lesiones graves entre sus pasajeros.[6]
- Menos peso y construcción más simple y más barata, dado que los bogies son estructuras pesadas, costosas y complejas.
- Menor chirrido de los raíles y contaminación acústica causados por el paso de las ruedas sobre los raíles, al reducir el número total de bogíes de una composición.

## Desventajas
- Los vehículos están acoplados de forma semipermanente, y solo se pueden separar en un taller. Sin embargo, se puede lograr cierta flexibilidad al acoplar dos o tres trenes juntos.
- Menos bogies y menos ejes implican mayores cargas por eje con respecto a las composiciones convencionales.